# Last Party
Last Party è un singolo del cantautore britannico Mika, pubblicato l'8 aprile 2015 come quarto estratto dal quarto album in studio No Place in Heaven.

## Video musicale
Il videoclip è stato pubblicato l'8 aprile 2015 sul canale YouTube del cantante ed è stato interamente girato dal fotografo Peter Lindbergh, amico di Mika.
Pur essendo un video molto semplice è di grande impatto: Mika, vestito con una camicia bianca, viene ripreso a mezzo busto davanti ad un telo grigio che funge da sfondo mentre canta questo omaggio a Freddie Mercury.

## Curiosità
La canzone è appunto dedicata al leader dei Queen e riprende in particolare la festa di tre giorni che fu data dallo stesso Mercury quando scoprì di aver contratto l'Aids, come è stato spiegato da Mika, che ha anche precisato essere questa una delle poche volte in cui spiega a fondo un significato di una sua canzone in quanto preferisce che ogni ascoltatore si immedesimi nel testo.